# 芒廷艾爾 (新墨西哥州)
芒廷艾爾（英語：Mountainair）是一個位於美國新墨西哥州托蘭斯縣的城鎮。

## 人口
根據2020年美國人口普查的數據，芒廷艾爾的面積為4.09平方千米，皆為陸地。當地共有人口884人，而人口密度為每平方千米216人。